# Niccolò Piccinni

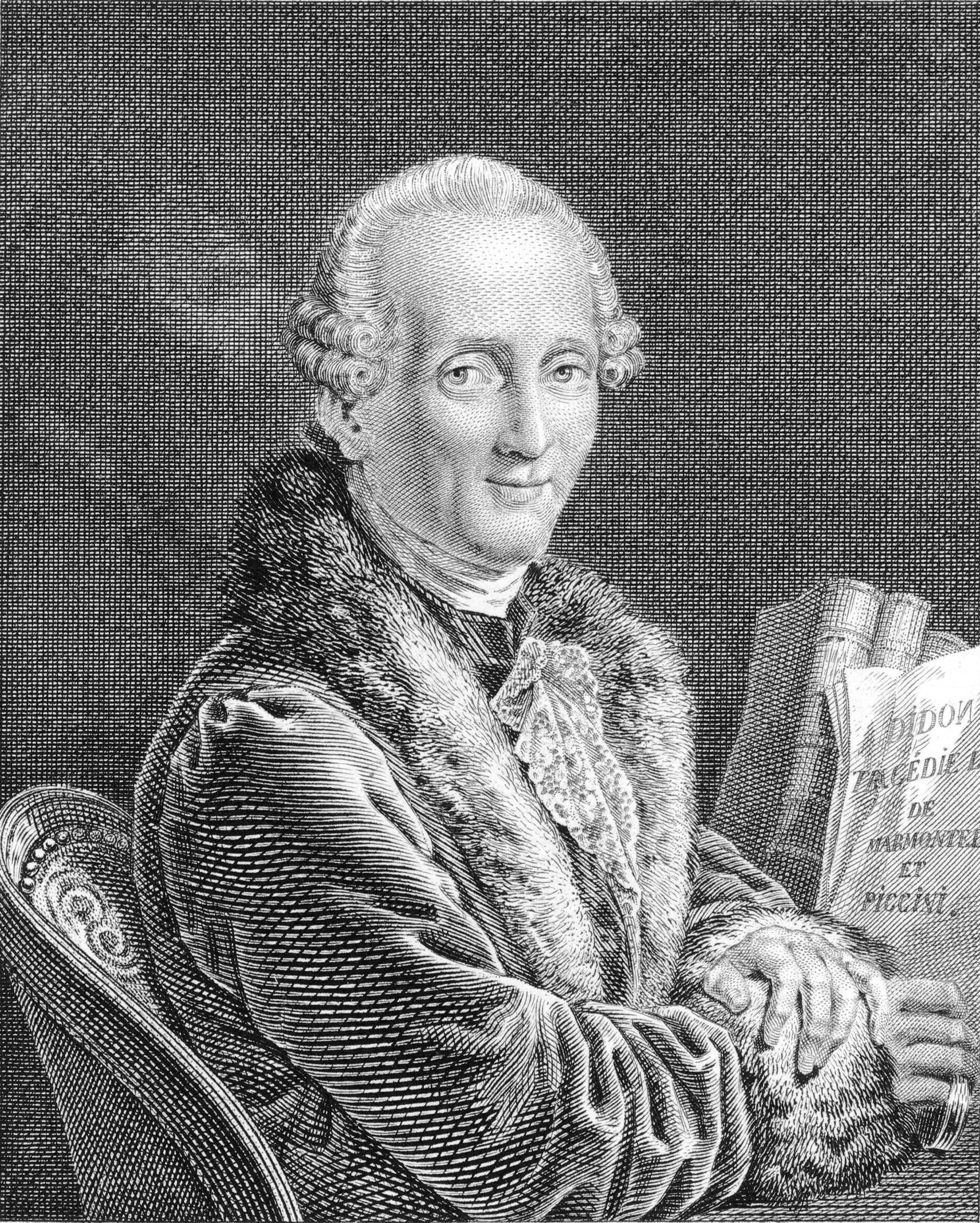
Niccolò Piccinni

Niccolò Vito Piccinni, auch  Piccini, auch Nicola Marcello Antonio Giacomo Picci(n)ni (* 16. Januar 1728 in Bari; † 7. Mai 1800 in Passy bei Paris) war ein italienischer Komponist der Klassik. Sein Hauptgebiet war die Oper.

## Leben

### Neapel
Seine musikalische Erziehung erhielt Niccolò Piccinni in Neapel, 1742–1744 durch den Opernkomponisten Leonardo Leo und danach bei Francesco Durante bis 1754 am Conservatorio di Sant’Onofrio. Sein Vater war Musiker, seine Mutter war die Schwester des Opernkomponisten Gaetano Latilla. In Neapel debütierte er 1754 am Theatro dei Fiorentini mit seiner ersten Opera buffa Le donne dispettose. Es folgten 1756 und 1757 die Opere serie Zenobia und Nitteti. Am 30. Juli 1756 heiratete er seine 14-jährige Gesangsschülerin Sibilla Vincenza.

### Rom
1758 wurde Piccinni nach Rom eingeladen und hatte von hier aus seinen ersten europäischen Erfolg mit der Opera buffa La buona figliuola (La Cecchina, 1760), deren Text von Carlo Goldoni nach Richardsons Roman Pamela stammte. In Rom komponierte er weiterhin sowohl Opern im Stile der opera seria nach Texten Pietro Metastasios als auch opere buffe. 1773 kehrte er nach Neapel zurück, wo er zweiter Domkapellmeister und zweiter Organist der königlichen Kapelle wurde.

### Pariser Oper und der Piccinnistenstreit
Schon seit Beginn des 18. Jahrhunderts spielte sich in Paris ein öffentlich ausgetragener Streit um Stilfragen der Oper ab. Seitdem der Abbé und Kirchenjurist François Raguenet bei einer Italienreise die italienische Oper kennengelernt und 1702 in Paris öffentlich dafür Partei genommen hatte, diskutierten der königliche Hof und die Pariser Gesellschaft leidenschaftlich die Frage nach dem Vorrang der italienischen vor der französischen Oper, und umgekehrt.
Fünfzig Jahre später flammte die öffentliche italienisch/französische Kontroverse im sogenannten „Buffonistenstreit“ wieder auf, nachdem eine erfolgreiche italienische Buffotruppe mit La serva padrona (Die Magd als Herrin) von Giovanni Battista Pergolesi in Paris für Begeisterung gesorgt hatte.
Weitere zwanzig Jahre später verlangte das Pariser Opernpublikum – eine speziell italianisierende Partei – erneut nach einem italienischen Komponisten, der das italienische Melos vertreten sollte. Der Neapolitanische Botschafter in Paris, Domenico Caracciolo, empfahl seinen Landsmann Piccinni. Da inzwischen der französische König, Ludwig XV., gestorben war, gab es Verzögerungen, sodass aus Wien Christoph Willibald Gluck berufen wurde.
Piccinni wurde nun selbst – nach seiner Ankunft 1776 in Paris – in den erneuten Opern-Streit, nun zwischen den „Gluckisten“ und den rivalisierenden, ihn als Aushängeschild benutzenden „Piccinnisten“ hineingezogen. Dieser Streit machte Geschichte im Zusammenhang mit der „Gluckschen Opernreform“.

„In diesem Konflikt, der unter dem Namen „Piccinnisten-Streit“ in die Musikgeschichte eingegangen ist, behielt Piccinni fast als einziger Würde und Glaubwürdigkeit. Seine Fähigkeit, sich den Erfordernissen der französischen Opernbühne anzupassen (was er übrigens in weit höherem Maße tat, als Gluck), zeugt von großem kompositionstechnischen Können und Selbstvertrauen.“

Gluck kehrte 1779 nach Wien zurück, während Piccinni in Paris blieb und als Opernleiter an der Académie royale die Leitung einer italienischen Operntruppe übernahm. Er schuf sechs Opern im Stil der französischen Tragédie lyrique, der Hauptform der französischen Oper. 1783 hatte seine Didon großen Erfolg.
Als italienischer Gesangslehrer wurde Piccinni 1784 Professor an der neugegründeten École Royale de Chant et de Déclamation (königliche Schule für Gesang und Deklamation), dem heutigen Conservatoire de Paris. Nach Ausbruch der Französischen Revolution 1789 verlor er diese Stellung und kehrte nach Italien zurück, wo er abwechselnd in Venedig, Rom und Neapel lebte und Opern aufführte. Aus politischen Gründen – man unterstellte ihm Republikanismus – hatte er eine vierjährige Arreststrafe abzusitzen. 1798 kehrte er nach Paris zurück. Dort war Piccinni Mitglied einer Freimaurerloge, der sogenannten Philosophenloge Neuf Sœurs in Paris. 1800 starb er verarmt in Passy bei Paris.
In seiner Geburtsstadt Bari wurde nach seinem Tod an seinem Geburtshaus eine Gedenktafel angebracht und eine Straße („Via Piccinni“) sowie das „Conservatorio di Musica N. Piccinni“ nach ihm benannt.
Im Jahr 1854 wurde in Bari das ihm zu Ehren „Teatro Piccinni“ benannte Opernhaus eröffnet.

## Werke
Piccinnis Gesamtwerk ist seinem Umfang nach noch nicht erschlossen. Ausführliche Listen seiner Werke sind in MGG 2 2005, in New Grove Dictionary of Opera 1998 und in Rivista musicale italiana, viii. 75 veröffentlicht. Die in den Quellen angegebene Anzahl seiner (italienischen) Opern – sie zeigen in späteren Jahren französische und deutsche Einflüsse – schwankt zwischen 80 und 120. Weitere Vokal-Kompositionen, darunter Oratorien, gehören zur Kirchenmusik.

### Opern (Auswahl)
- Le donne dispettose (Neapel 1754)
- Zenobia, opera seria nach Pietro Metastasio (Neapel 1756)
- Nitteti, opera seria nach Metastasio (Neapel 1757)
- Alessandro nell’Indie, opera seria nach Metastasio (Rom 1758, Neufassung Neapel 1774)
- La buona figliuola, opera buffa nach Carlo Goldoni (Rom 1760)
- Olimpiade, opera seria nach Metastasio (1761, 2. Fassung 1768)
- Ciro riconosciuto, dramma per musica nach Metastasio (Neapel 1759)
- Siroe, re di Persia, dramma per musica nach Metastasio (Neapel 1759)
- Il re pastore, dramma per musica nach Metastasio (Florenz 1760)
- Demofoonte, opera seria (Reggio nell’Emilia 1761)
- La buona figliuola maritata, opera buffa (Bologna 1761)
- Antigono, dramma per musica nach Metastasio (Neapel 1762)
- Artaserse, dramma per musica nach Metastasio (Rom 1762)
- Le donne vendicate, opera buffa (Rom 1763)
- Il finto astrologo, opera buffa nach Goldoni (Rom 1765)
- La pescatrice, opera buffa nach Goldoni (Rom 1766)
- Demetrio, dramma per musica nach Metastasio (Neapel 1769)
- Didone abbandonata, dramma per musica nach Metastasio (Rom 1770)
- Catone in Utica, opera seria nach Metastasio (1770, Wiederaufführung in Mannheim 2007)
- Ipermestra, dramma per musica nach Metastasio (Neapel 1772)
- Iphigénie en Tauride (1781, Opera seria)
- Didon (Fontainebleau 1783)
- Pénélope (Fontainebleau 1785)

### Oratorien
- Gioas re di Giuda (1752)
- La morte d’Abel (Neapel 1758)
- Sara
- Gionata (Neapel 1792)

### Instrumental
- 1799 Hymne a l’hymen pour la célébration des mariages (Text: Ginguené)
- Flötenkonzert in D-Dur
- 2 Andantino für Violine und Klavier
- Sinfonia in B-Dur
- 3 Sonaten